# Graduel de la collégiale de Saint-Dié
Le graduel de la collégiale de Saint-Dié est un manuscrit enluminé contenant les chants de l’année liturgique, à l’usage des chanoines de la collégiale de Saint-Dié et de son chapitre.

## Historique

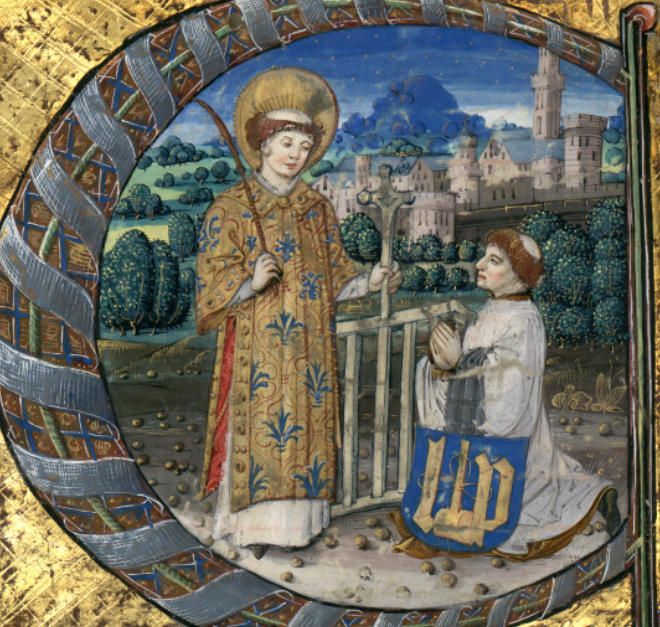
Laurent Pillard agenouillé avec son blason devant Saint Laurent, son saint patron.

Le graduel ou antiphonaire aurait été réalisé à Saint-Dié des Vosges entre 1505 et 1515 et serait le fruit d'une commande collective ainsi que le laisse penser la présence des diverses armoiries peintes qui apparaissent dans l'enluminure des folios. La présence des armes de la collégiale de Saint-Dié atteste de l'origine locale de la création de l'ouvrage. Les feuillets illustrés comportent également les armes de plusieurs chanoines et, en premier lieu, celles de Laurent Pillard qui s'y est fait représenter au pied de son saint patron.
Le dessin de motifs italianisants (notamment des rinceaux) laissent penser à une élaboration plus précoce (vers 1480) d'une partie du livre. Après interruption de quelques années, le manuscrit aurait ensuite été remanié et quelquefois complété par l'usage de palimpsestes.
Ce livre de chant semble avoir été réalisé par trois artistes dont le Maître des Entrées parisiennes.

## Contenu

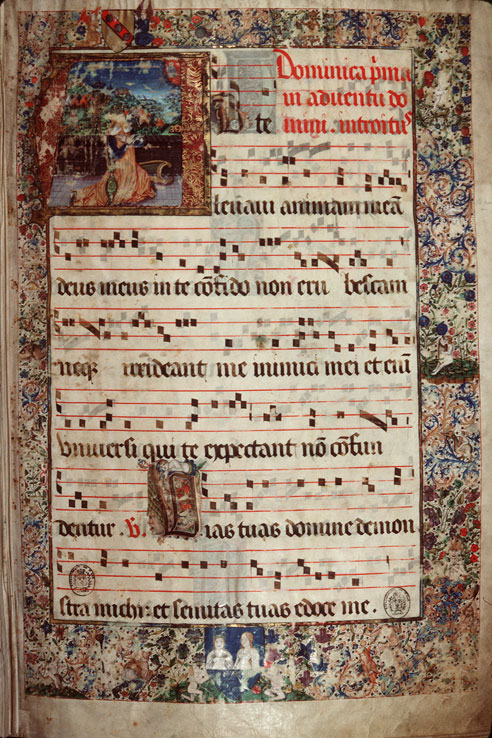
Saint-Dié BM74 fol001

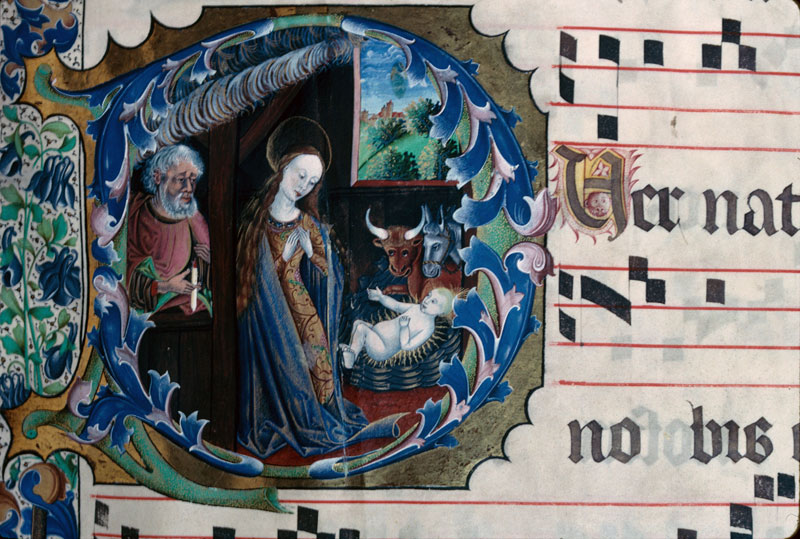
Saint-Dié BM74 fol024-2 Nativité - détail

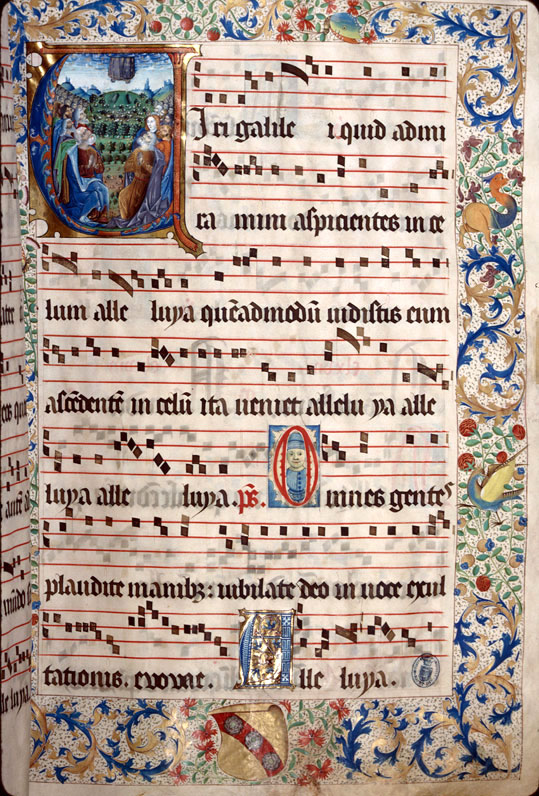
Saint-Dié BM74 fol164 Ascension

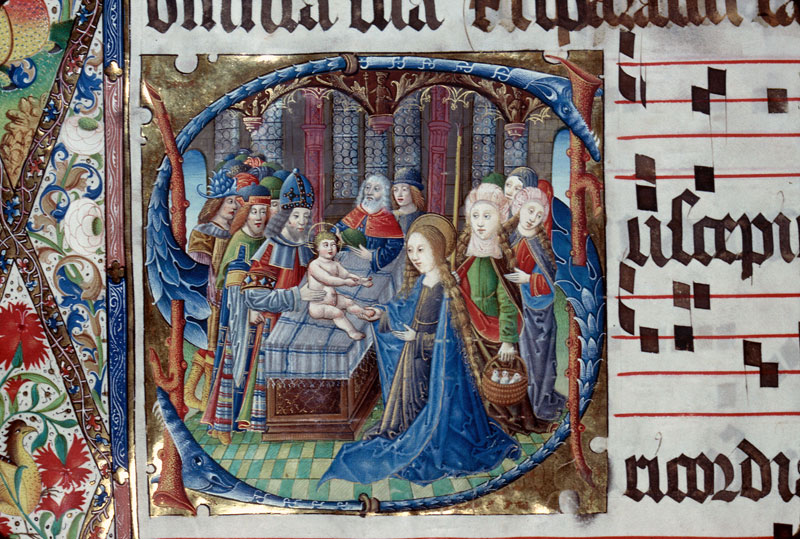
Saint-Dié BM74 fol269v-1 Présentation au temple - détail

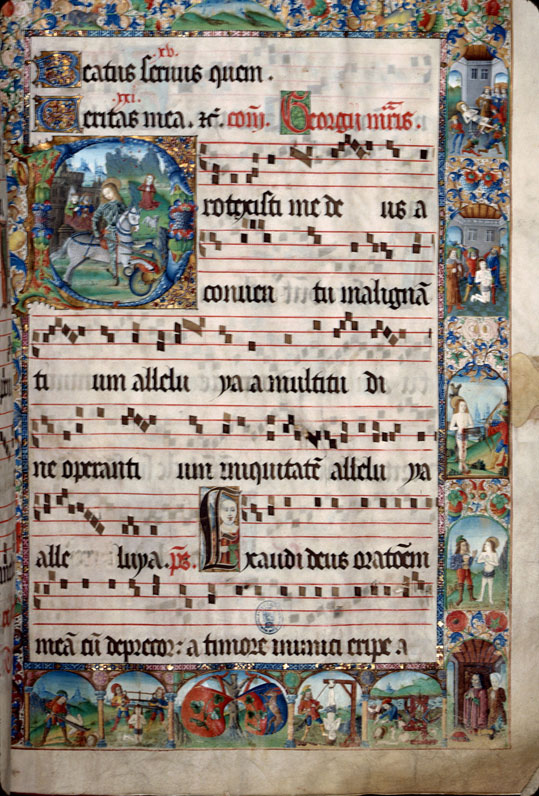
Saint-Dié BM74 fol285 Saint Georges

L'ouvrage, monumental par ses dimensions (0,75 mètre de haut, 0,54 mètre de large) et son poids (53 kg), comporte 361 feuillets (ou folios) illustrés de bordures, de décors, de lettrines richement décorées. La reliure date quant à elle du XVIIIe siècle et réunit deux ouvrages originellement distincts.
Reposant sur un lutrin, ses folios était destinés à être chantés à plusieurs voix lors des offices.
Le livre de chant s'articule en:
- temporal : cursus de l'année liturgique ;
- kyrial ;
- alléluias et répons ;
- sanctoral : fêtes de haute solennité, dont les fêtes mariales et celles de saints locaux.

On peut distinguer parmi les enluminures les plus notables:
- le roi David (folio 1) ;
- Dieu le Père (folio 4) ;
- vision d'Isaïe (folio 6) ;
- la Nativité (folio 24) ;
- l'Adoration des mages (folio 39) ;
- la Résurrection (folio 140) ;
- l'Ascension (folio 164) ;
- la Pentecôte (folio 168) ;
- le Trône de grâce (folio 176 ) ;
- le Saint Sacrement (folio 179) ;
- la Présentation du Christ au Temple (folio 280) ;
- l'Annonciation (folio 280) ;
- Saint Georges (folio 285) ;
- Saints Ferréol et Ferjeux de Besançon  (folio 297) ;
- Saint Déodat (ou saint Dié) (folio 300) ;
- naissance de saint Jean-Baptiste (folio 305) ;
- la Visitation (folio 311) ;
- Saint Laurent (folio 326) ;
- mort de la Vierge (folio 331) ;
- naissance de la Vierge (folio 335) ;
- Dédicace de l'Église (folio 338) ;
- les saints au Paradis (folio 346) ;
- présentation de la Vierge au Temple (folio 347) ;
- Sainte Barbe (folio 353).

Le folio 338 comporte quant à lui une description complète de l'activité d'extraction argentifère alors en usage dans la région et encore aujourd'hui décelable dans les noms de Sainte-Croix-aux-Mines ou de Sainte-Marie-aux-Mines. Cette illustration fait héraldiquement référence à la charge de maître et officier général des mines de  René II qu'assumèrent successivement Jean et Vautrin Lud, commanditaires du graduel.

Folio 338 : Extraction de plomb argentifère
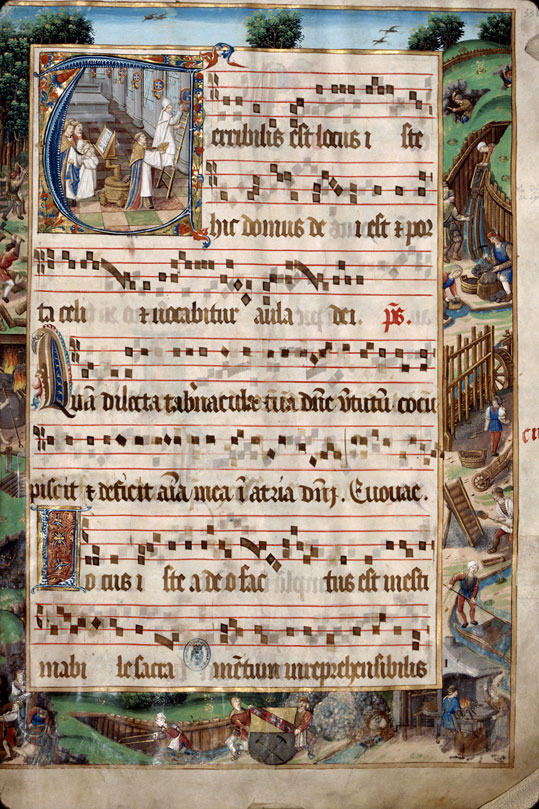
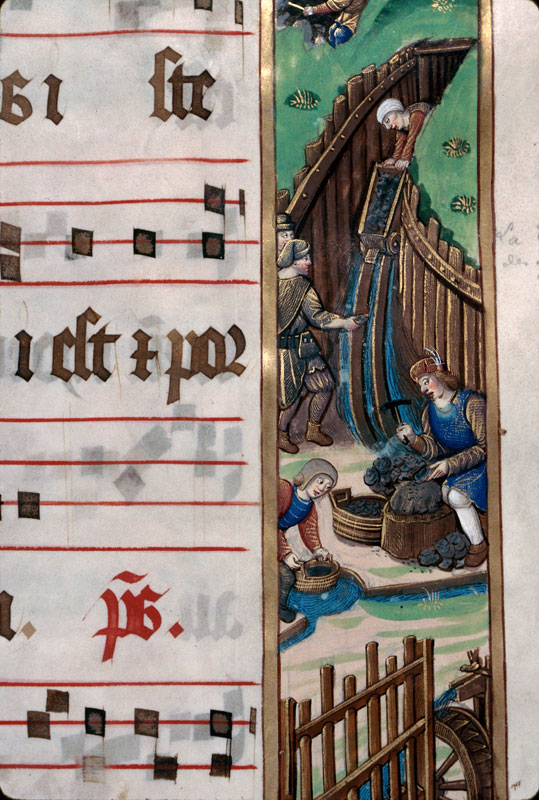
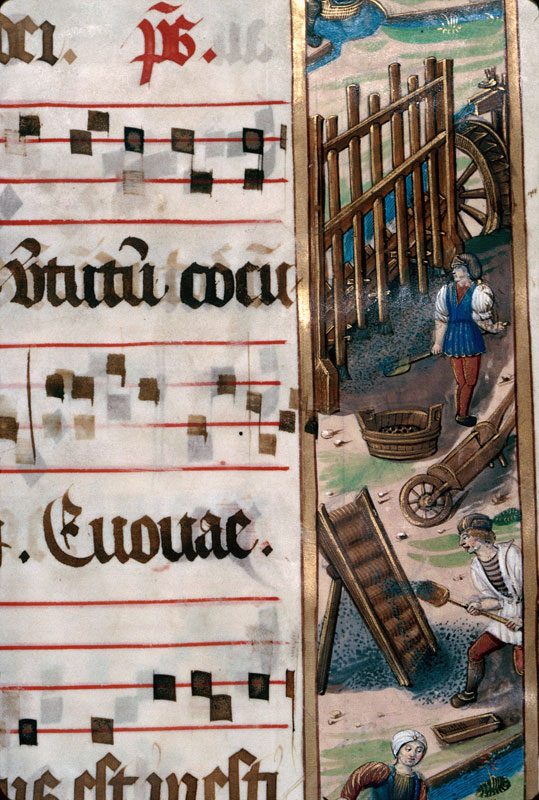
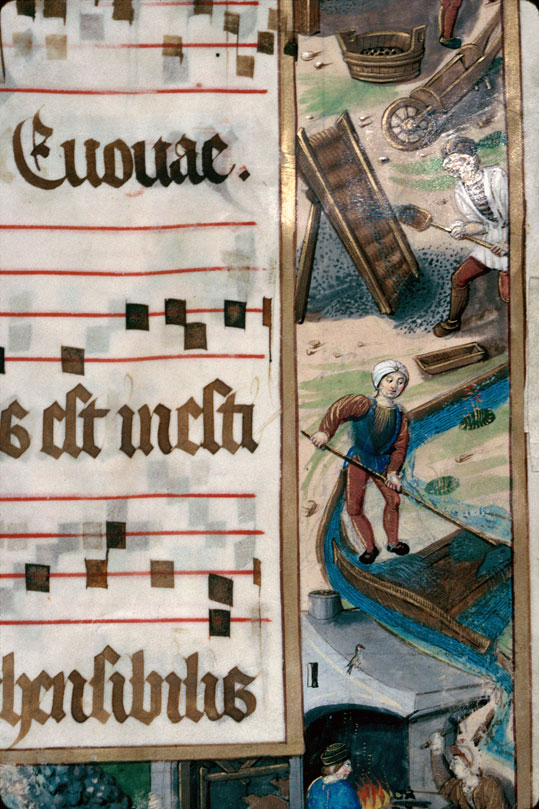
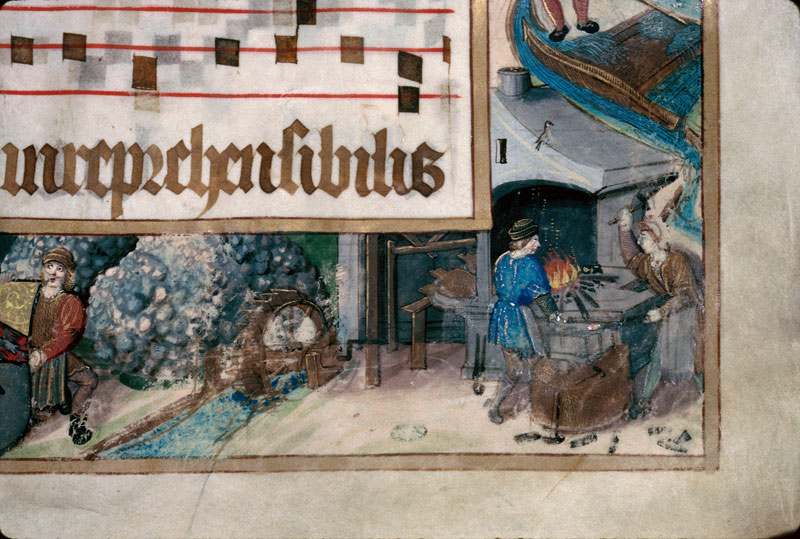

Le livre de chant est richement décoré de multiples motifs floraux, de dessins de fruits et fait en outre appel à un bestiaire varié. Toutefois l'originalité du graduel  déodatien repose sur la profusion des initiales décoratives (plus de 2 200 recensées, de toutes tailles et de toutes formes) qui parsèment l'ouvrage.

## Conservation
À l'origine livre annuel de chant grégorien, ce lourd manuscrit en parchemin était placé dans le chœur de la collégiale saint Dié devenue ensuite cathédrale. Confisqué à la Révolution il entre dès lors dans le patrimoine national et demeure conservé dans le fonds patrimonial de la bibliothèque municipale de Saint-Dié-des-Vosges dont il constitue la cote 74. La bibliothèque Victor-Hugo qui l'abrite depuis la reconstruction de la ville est édifiée sur l'emplacement même des bâtiments de la collégiale détruits par les nazis en novembre 1944. 
Il fait exceptionnellement l'objet de présentations temporaires hors de sa ville d'origine et de conservation
Le contenu du graduel a été entièrement numérisé dès 2005 ; il est consultable en ligne,. Parmi les 1306 lettrines recensées et consultables en ligne  certaines sont dites ornées à « bianchi girari » .
De septembre 2020 à mars 2022, l'ouvrage bénéficie d'une restauration dans les ateliers spécialisés de la Bibliothèque nationale de France. La nouvelle médiathèque La Boussole édifiée dans la ville-centre par la Communauté d'agglomération de Saint-Dié-des-Vosges, l'accueille et l'expose en avril 2023. Sa sensibilité à la lumière exige toutefois des conditions particulières de conservation.